# Этчохоа (муниципалитет)
Этчохоа (исп. Etchojoa) — муниципалитет в Мексике, штат Сонора, с административным центром в одноимённом посёлке. Численность населения, по данным переписи 2020 года, составила 61 309 человек.

## Общие сведения
Название Etchojoa с языка индейцев майо можно перевести как — дом или место, где сладкий питайя.
Площадь муниципалитета равна 948,6 км², что составляет 0,5 % от площади штата, а наиболее высоко расположенное поселение Бакаме-Нуэво, находится на высоте 50 метров.
Он граничит с другими муниципалитетами Соноры: на севере и востоке с Навохоа, на юге с Уатабампо, на западе с Бенито-Хуаресом, а также на западе берега муниципалитета омываются водами Калифорнийского залива.

## Учреждение и состав
Муниципалитет был образован в 1909 году, по данным 2020 года в его состав входит 229 населённых пунктов, самые крупные из которых:
| Код INEGI                  | Населённый пункт                                                                  | Численность населения (2005 год) | Численность населения (2010 год) | Численность населения (2020 год) |
| -------------------------- | --------------------------------------------------------------------------------- | -------------------------------- | -------------------------------- | -------------------------------- |
| 026                        | Всего                                                                             | 55697                            | 60717                            | 61309                            |
| 0001                       | Этчохоа (исп. Etchojoa) 26°54′39″ с. ш. 109°37′31″ з. д. (административный центр) | 8342                             | 9710                             | 9831                             |
| 0011                       | Бакобампо (исп. Bacobampo) 26°58′57″ с. ш. 109°39′14″ з. д.                       | 8011                             | 8539                             | 8267                             |
| 0019                       | Буайсьякобе (исп. Buaysiacobe) 27°03′44″ с. ш. 109°41′12″ з. д.                   | 3917                             | 4356                             | 4727                             |
| 0008                       | Бакаме-Нуэво (исп. Bacame Nuevo) 27°09′37″ с. ш. 109°35′22″ з. д.                 | 3138                             | 3501                             | 3220                             |
| 0012                       | Басконкобе (исп. Basconcobe) 26°57′13″ с. ш. 109°40′05″ з. д.                     | 2767                             | 2926                             | 2913                             |
| 0067                       | Сауараль (исп. Sahuaral) 26°55′36″ с. ш. 109°39′53″ з. д.                         | 2534                             | 2726                             | 2817                             |
| 0065                       | Эль-Родео (исп. El Rodeo) 27°00′57″ с. ш. 109°38′28″ з. д.                        | 1454                             | 1543                             | 1750                             |
| 0069                       | Сан-Педро-Нуэво (исп. San Pedro Nuevo) 27°01′14″ с. ш. 109°37′53″ з. д.           | 1457                             | 1466                             | 1563                             |
| 0035                       | Чукарит (исп. Chucarit) 27°01′53″ с. ш. 109°35′06″ з. д.                          | 1450                             | 1609                             | 1465                             |
| 0017                       | Ла-Бокана (исп. La Bocana) 26°53′12″ с. ш. 109°40′08″ з. д.                       | 1202                             | 1349                             | 1421                             |
| 0045                       | Хитонуэка (исп. Jitonhueca) 27°03′41″ с. ш. 109°36′18″ з. д.                      | 1090                             | 1112                             | 1121                             |
| —                          | Прочие                                                                            | 20335                            | 21880                            | 22214                            |
| Названия на карте Генштаба |                                                                                   |                                  |                                  |                                  |

## Экономическая деятельность
По статистическим данным 2000 года, работоспособное население занято по секторам экономики в следующих пропорциях:
- сельское хозяйство, скотоводство и рыбная ловля — 53,2 %;
- промышленность и строительство — 12,8 %;
- торговля, сферы услуг и туризма — 32,6 %;
- безработные — 1,4 %.

## Инфраструктура
По статистическим данным 2020 года, инфраструктура развита следующим образом:
- электрификация: 96,1 %;
- водоснабжение: 43 %;
- водоотведение: 59,4 %.